# 重复
在音乐中，重复是指紧跟原始乐思之后的反复或多次反复，这是音乐发展中最简单的手法。这一手法虽然简单，但很有意义。它不仅发展了主题的篇幅，更重要的是加深了主题的印象。如舒曼《儿童情景》之“重要事件”的开始主题，这一主题由4+4的两个乐句构成，后乐句是前乐句的低八度重复。